# Wei Xin
Wei Xin (en chino tradicional, 魏新; en chino simplificado, 魏新; pinyin, Wèi Xīn; Chongqing, China, 18 de abril de 1977) es un exfutbolista y entrenador de fútbol de China que jugaba en las posiciones de defensa y centrocampista.

## Carrera

### Club
| Periodo   | Club              |
| --------- | ----------------- |
| 1996      | Chongqing Jialing |
| 1997–2006 | Chongqing Lifan   |

### Selección nacional
Jugó para China en 30 ocasiones de 2001 a 2006 y participó en la Copa Asiática 2004.

### Entrenador
| Periodo   | Club            |
| --------- | --------------- |
| 2007–2009 | Chongqing Lifan |
| 2009–2010 | Chongqing Lifan |
| 2010      | Chongqing Lifan |
| 2013      | Chongqing FC    |
| 2015      | Fujian Broncos  |
| 2016      | Nantong Zhiyun  |
| 2017–2019 | Nantong Zhiyun  |

## Logros
- Copa de China de fútbol (1): 2000